# Gornje Rataje
Gornje Rataje (cyr. Горње Ратаје) – wieś w Serbii, w okręgu rasińskim, w gminie Aleksandrovac. W 2011 roku liczyła 676 mieszkańców.